# Octolepis ibityensis
Octolepis ibityensis är en tibastväxtart som beskrevs av Z.S.Rogers. Octolepis ibityensis ingår i släktet Octolepis och familjen tibastväxter. Inga underarter finns listade i Catalogue of Life.